# فرناندو لوبيز دوس سانتوس فاريلا
فرناندو فاريلا (بالبرتغالية: Fernando Varela‏)، من مواليد 26 نوفمبر 1987 في كاسكايس في البرتغال، لاعب كرة قدم يلعب لمنتخب الرأس الأخضر وهو من أصل برتغالي. يجيد اللعب في خط الدفاع ويلعب حاليًا في نادي ستيوا بوخارست الروماني ومنتخب الرأس الأخضر.

## مسيرته الدولية

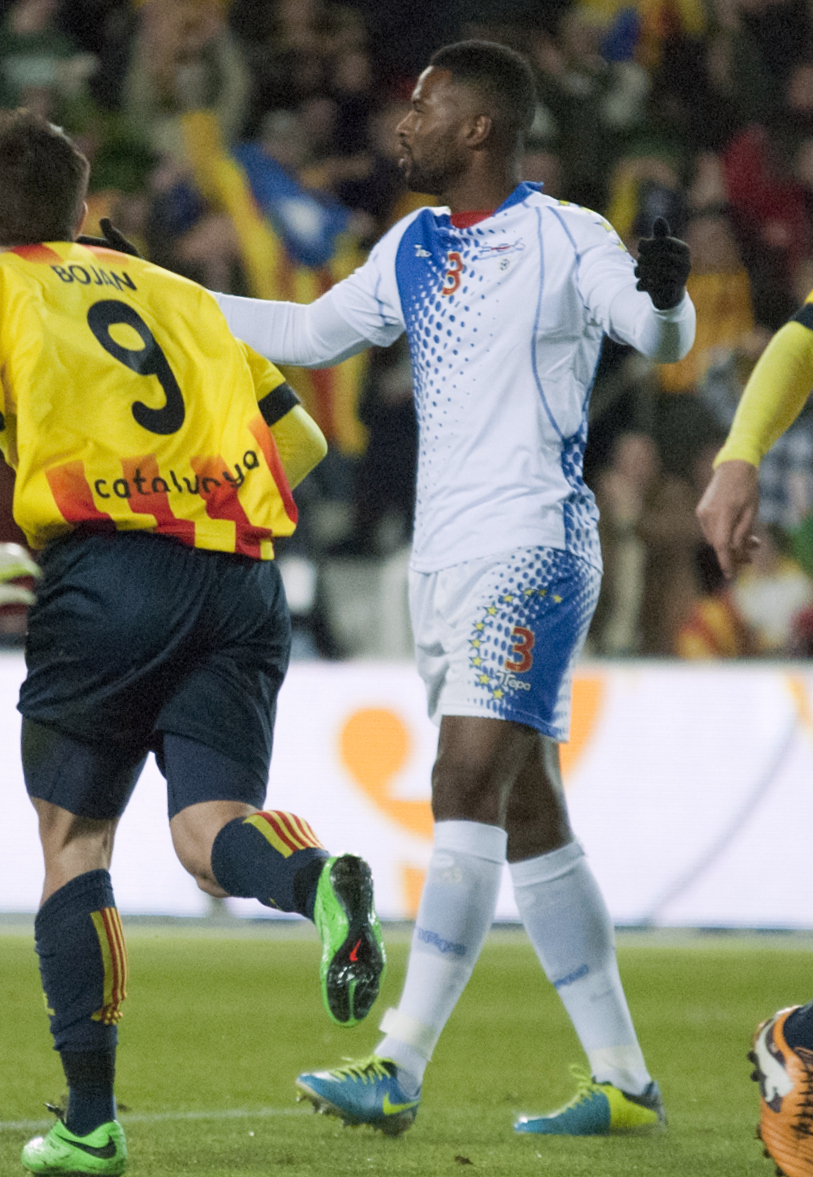
فاريلا مع الرأس الأخضر

### منتخب الرأس الأخضر
فضل فاريلا اللعب لمنتخب الرأس الأخضر دوليًا لأول مرة عند مجيئه في عام 2008. في 24 مايو 2010، ظهر في مباراة ودية في كوفيليا مع البرتغال - التي كانت تستعد لنهائيات كأس العالم لكرة القدم 2010 في جنوب أفريقيا - ولعب المباراة بأكملها والتي انتهت بالتعادل بدون أهداف.

### واقعة منتخب تونس
تسببت مشاركته في مباراة منتخب بلاده مع منتخب تونس بالرغم من ايقافه لمدة أربعة مباريات في مباراة سابقة لتصرفه غير الرياضي تجاه الحكم الرابع بالتصفيات الإفريقية المؤهلة لكأس العالم 2014 باحتساب النتيجة لصالح منتخب تونس 0/3 حيث أن المباراة انتهت بفوز منتخب الرأس الأخضر بهدفين للاشئ، مما جعل بطاقة التأهل للمرحلة الثالثة من نصيب المنتخب التونسي الذي تصدر المجموعة بهذه النتيجة بدلًا من منتخب الرأس الأخضر.

## إحصائيات

### أهدافه الدولية
| 1.                          | 4 سبتمبر 2010  | ملعب دا فارزيا، برايا، الرأس الأخضر                  | مالي   | 1–0 | فوز | تصفيات كأس أفريقيا 2012  |
| 2.                          | 29 فبراير 2012 | ملعب بلدية ماهاماسينا، أنتاناناريفو، مدغشقر          | مدغشقر | 4–0 | فوز | تصفيات كأس أفريقيا 2013  |
| 3.                          | 27 يناير 2013  | ملعب نيلسون مانديلا باي، بورت إليزابيث، جنوب أفريقيا | أنغولا | 2–1 | فوز | كأس الأمم الأفريقية 2013 |
| آخر تحديث في 13 سبتمبر 2013 |                |                                                      |        |     |     |                          |

## روابط خارجية
- فرناندو لوبيز دوس سانتوس فاريلا على موقع الاتحاد الدولي (مؤرشف)  (الإنجليزية)
- فرناندو لوبيز دوس سانتوس فاريلا على موقع قاعدة بيانات كرة القدم.إي يو (الإنجليزية)
- فرناندو لوبيز دوس سانتوس فاريلا على موقع ناشيونال فوتبول تيمز (الإنجليزية)
- فرناندو لوبيز دوس سانتوس فاريلا على موقع Soccerway.com (الإنجليزية)
- فرناندو لوبيز دوس سانتوس فاريلا على موقع عالم كرة القدم.نت (الإنجليزية)
- فرناندو لوبيز دوس سانتوس فاريلا على موقع AS.com (الإسبانية)